# 热恩别克·库卢巴耶夫
热恩别克·莫尔多卡诺维奇·库卢巴耶夫（1963年4月5日—），吉尔吉斯斯坦政治家，自2022年4月22日起担任吉尔吉斯斯坦外交部长，曾在世界各地的吉尔吉斯斯坦大使馆担任高级职务。

## 生平
1963年4月5日出生于伊塞克湖区Chyrpykty村。